# Grotte di Sant'Angelo
Le Grotte di Sant'Angelo sono un complesso di cavità di origine carsica di interesse speleologico e turistico, situato nel comune di Cassano all'Ionio in provincia di Cosenza. Il complesso si trova a ridosso dal centro abitato.

## Storia
Le grotte di Cassano furono sede stabile di comunità agricole del Neolitico Medio (V e IV millennio a.C.) fino alla fine dell'Età del Bronzo; in epoca successiva furono frequentate da popolazioni dell'Età dei metalli (111-11 millennio a.C.). Fu lo speleologo Francesco Orofino che nel 1951 visitò per primo le cavità carsiche ai piedi del rilievo roccioso detto Muraglione segnalandole come "antica cava di gesso con stalattiti e stalagmiti gessoso-calcaree". Le prime indagini archeologiche, invece, si devono il professor Santo Tinè, il quale tra il 1962 e il 1964, attraverso una serie saggi stratigrafici, riuscì a riassumere le varie epoche di frequentazione.

## Grotta Inferiore e Superiore di Sant'Angelo
In seguito, tra il 1977 e il 1979, ad occuparsi del complesso carsico fu la Commissione grotte Eugenio Boegan di Trieste. La Commissione condusse una campagna di ricerche sul fenomeno del carsismo nel territorio del comune di Cassano All'Ionio, eseguendo il censimento di gran parte delle cavità e il rilevamento completo di 16 grotte carsiche, delle quali le più ampie sono risultate la Grotta Inferiore e Superiore di Sant'Angelo, essendo entrambe uno sviluppo complessivo dei vani superiore al chilometro. La geologia dell'area presenta notevoli depositi composti di gesso, argille, sabbie e detriti di falda prevalentemente carbonica. L'interno delle grotte si presenta con interessanti fenomeni di carsismo, con diffusi esempi spettacolari stalattiti e stalagmiti, che alimentano la fantasia a somiglianze varie. 

## Grotta Pavolella o Grotta degli Scheletri
La serie degli scavi, eseguiti dal 1978 al 1982, ha evidenziato la destinazione funeraria della grotta denominata "Pavolella", rarissimo esempio di cremazione in età neolitica ed il ritrovamento di ceramica figulina acroma e ceramica dipinta di bande. 

## Ritrovamenti
Le ricerche all'interno delle grotte hanno riportato alla luce varie ceramiche d'uso quotidiano, quali orcioli, bollitori per latte, tazze da filtro e dolii (grandi contenitori, in generale di terracotta, destinati a contenere liquidi come vino, olio, ecc., o anche grano e legumi). Tra i materiali di corredo, di notevole valore artistico nello studio della preistoria a Cassano All'Ionio, è una statuetta femminile di ceramica figulina dipinta alta 5,5 cm, che nella semplicità del modellato presenta distinguibili le parti anatomiche: braccia ripiegate verso il ventre, glutei prominenti capelli fluenti sulle spalle resi da una colorazione bruna su sfondo rossiccio e con solcature, sul volto e sul petto chiari segni di pittura indicano la presenza di moniti. 

## Vegetali
Rari vegetali crescono in assenza di luce, alimentati dallo stillicidio delle stalattiti. Recentemente, a sud di "Casa del Drago", sono state scoperte spettacolari forme di vegetazione con piccoli filamenti e una radice conficcata nel suolo. Questi arbusti non superano i trentacinque centimetri di altezza e si trovano quasi sempre a contatto con una stalattite, essendo quindi alimentati dalla costante caduta della roccia calcarea. La presenza è sporadica, ma in alcuni casi se ne possono contare raggruppamenti di oltre una quarantina di esemplari. Tale fenomeno, portato a conoscenza al mondo speleologico nazionale, desta notevole interesse per la sua rarità ampiamente accertata.